# Inva Mula

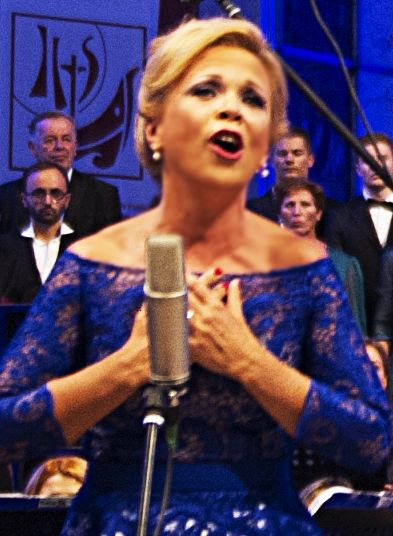

Inva Mula, auch Inva Mula-Çako oder Inva Mula-Tschako, (* 27. Juni 1963 in Tirana) ist eine albanische Opernsängerin (Sopran).

## Leben
Inva Mula wurde 1963 in Tirana als Tochter des albanischen Sängers und Komponisten Avni Mula geboren, der die musikalische Begabung seiner Tochter von früher Kindheit an förderte.
Sie studierte Gesang und Klavier in ihrer Geburtsstadt Tirana. Im Jahr 1987 gewann sie den Gesangswettbewerb Këngëtarja Shqiptare in Tirana, 1988 den George Enescu Wettbewerb in Bukarest und fünf Jahre später den Butterfly-Wettbewerb in Barcelona. Ferner erhielt sie 1993 eine Auszeichnung beim ersten Plácido Domingo Opernwettbewerb Operalia in Paris.
Wichtig für Mulas Karriere war ihre Zusammenarbeit mit dem Dirigenten Riccardo Muti. Inzwischen singt sie unter anderem in Tokio, Toronto, Bilbao, Triest, Paris, Toulouse, Berlin, Hamburg, Verona, Mailand, Wien, Genf, Los Angeles, Madrid. Zu ihren Rollen zählen unter anderem Gilda in Rigoletto, Musette in La Bohème, Violetta in La traviata, Micaela in Carmen und Lucia in Lucia di Lammermoor.
Mit ihrer Interpretation der Arie aus Donizettis Lucia di Lammermoor in Luc Bessons Science-Fiction-Film Das fünfte Element wurde sie auch in der Popkultur bekannt. Sie lieh der Diva im Film ihre Stimme, die von Maïwenn verkörpert wurde.
Inva Mula war von 1987 bis 2009 mit dem albanischen Sänger und Komponisten Pirro Çako verheiratet. Die Ehe wurde geschieden.

## Veröffentlichungen (Auswahl)

### DVD
- Rigoletto (Arena di Verona) – TDK
- Rigoletto (Openair Siena) – Sony
- La Bohème (Teatro Real Madrid) – Opus Arte
- Mireille (Opéra Paris) – FRA Musica

### Diskografie
- La rondine – EMI
- I puritani – Sony
- The Fifth Element – EMI
- Carmen – EMI
- Stabat Mater K6 17